# Cava (vino)

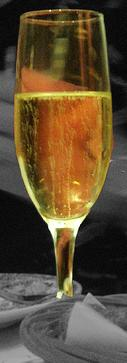
Un bicchiere di cava bianco

Il cava (el cava) è un vino spumante spagnolo prodotto con metodo classico.

## Produzione
Vengono utilizzate principalmente le uve Macabeo, Parellada e Xarel·lo che sono le uve autoctone del Penedés, oltre a chardonnay, il pinot nero o il malvasia (le ultime due solo nel cava rosado).
Il Penedés è una piccola zona della Catalogna tra Barcellona e Tarragona a sua volta suddiviso in Alt Penedés, Baix Penedés e Garraf che però non ha l'esclusiva, perché viene prodotto anche in altre regioni della Spagna come la Navarra, l'Aragona, l'Estremadura o La Rioja.
La produzione annuale è di oltre 100 milioni di litri.
Tutti gli anni, nella seconda settimana di ottobre si celebra a Sant Sadurní d'Anoia (uno dei paesini più importanti per la produzione del cava) la festa del cava.